# Nannophlebia alexia
Nannophlebia alexia – gatunek ważki z rodziny ważkowatych (Libellulidae).